# 东伦敦清真寺
东伦敦清真寺（英語：East London Mosque），是英国伦敦的一座大型清真寺，位于塔村区的白教堂区域，服务英国最大的穆斯林社区之一。连同毗邻的伦敦穆斯林中心，可容纳5000人。

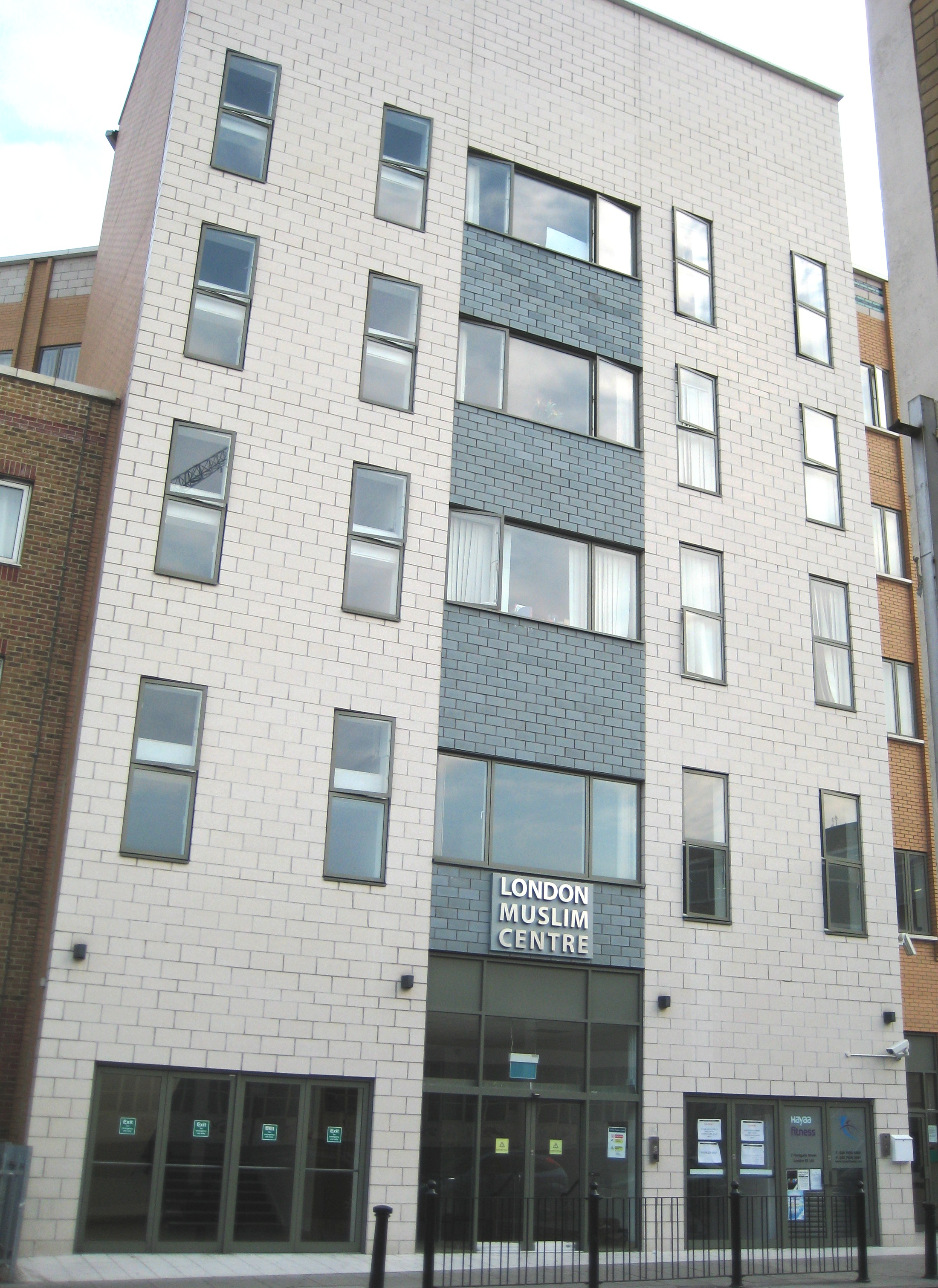
伦敦穆斯林中心